# Callicebus stephennashi
Callicebus stephennashi là một loài động vật có vú trong họ Pitheciidae, bộ Linh trưởng. Loài này được van Roosmalen, van Roosmalen & Mittermeier mô tả năm 2002.